# Mundon
Mundon – wieś w Anglii, w hrabstwie Essex, w dystrykcie Maldon. Leży 17 km na wschód od miasta Chelmsford i 62 km na wschód od Londynu.